# Vlag van Nunspeet

Vlag van de gemeente Nunspeet

De vlag van Nunspeet is sinds 30 maart 1972 de gemeentelijke vlag van de Gelderse gemeente Nunspeet. De broeking van de vlag is zwart met witte tralies. Elk kruispunt is voorzien van een naar beneden gebogen punt. De vlucht bestaat uit een geel achtergrond met in het midden een zwart springend hert naar links. De kleuren en de elementen van de vlag zijn afgeleid van het gemeentewapen.

## Verwante afbeeldingen

Wapen van Nunspeet
Vlag van de Veluwe.

Aalten ·
Apeldoorn ·
Arnhem ·
Barneveld ·
Berg en Dal ·
Berkelland ·
Beuningen ·
Bronckhorst ·
Brummen ·
Buren ·
Culemborg ·
Doesburg ·
Doetinchem ·
Druten ·
Duiven ·
Ede ·
Elburg ·
Epe ·
Ermelo ·
Harderwijk ·
Hattem ·
Heerde ·
Heumen ·
Lingewaard ·
Lochem ·
Maasdriel ·
Montferland ·
Neder-Betuwe ·
Nijkerk ·
Nijmegen ·
Nunspeet ·
Oldebroek ·
Oost Gelre ·
Oude IJsselstreek ·
Overbetuwe ·
Putten ·
Renkum ·
Rheden ·
Rozendaal ·
Scherpenzeel ·
Tiel ·
Voorst ·
Wageningen ·
West Betuwe ·
West Maas en Waal ·
Westervoort ·
Wijchen ·
Winterswijk ·
Zaltbommel ·
Zevenaar ·
Zutphen